# ニシキゴロモ
ニシキゴロモ（錦衣、学名: Ajuga yesoensis）は、シソ科キランソウ属の多年草。別名、キンモンソウ。

## 特徴
小型の多年草で、1本立ちまたは数本が株立ちとなって直立する。茎の高さは5-15cmになり、茎に少し縮れた毛があり、下部につく葉は鱗片状になる。茎は花後も倒伏しない。葉は3-4対が対生し、葉身は長楕円形から広卵形で、長さ2-6cm、幅1-3cm、縁に鈍い波状の鋸歯がある。葉の表面にはまばらに毛があり、ふつう葉脈に沿って紫色になり、裏面は紫色を帯びる。葉柄は長さ1-2cmになる。
花期は4-6月。花は小型の唇形で、上部の葉腋に2-6個ずつつき、淡紅白色、地域によっては紫色があり、紫色の脈がある。白色のものは品種として分ける場合がある。萼は長さ3-6mmあり、5裂して毛が生える。花冠は長さ11-13mm、花冠筒部は細長く、長さは7-8.5mm、上唇は2裂して長さ2.5-3mm、下唇は3深裂して上唇より大きく長さ4-5mmになり、中裂片は他の2裂片より大きい。雄蕊は4個あって、うち2個が長い。雌蕊は1個ある。果実は長さ約1.5mmの分果で、宿存性の萼に包まれる。

## 分布と生育環境
北海道、本州、四国、九州（北部）の主として日本海側に分布し、丘陵地の林内に生育する。サハリンにも分布する。

## 名前の由来
和名ニシキゴロモは、「錦衣」の意で、葉が美しいことからついた。

## 下位分類
- シロバナニシキゴロモ Ajuga yesoensis Maxim. ex Franch. et Sav. f. albiflora Honda[5] - ニシキゴロモの白花品種[3]。
- ツクバキンモンソウ Ajuga yesoensis Maxim. ex Franch. et Sav. var. tsukubana Nakai[6] - 基本種のニシキゴロモと比べ、花冠上唇が短い変種[2][3][4]。次節で述べる。
- ウドキランソウ Ajuga yesoensis Maxim. ex Franch. et Sav. var. tsukubana Nakai f. alba Sugim.[7] - ツクバキンモンソウの白花品種[7]。
- キランニシキゴロモ Ajuga × bastarda Makino[8] - ツクバキンモンソウとキランソウの雑種[4][8]。

## ツクバキンモンソウ
ツクバキンモンソウ（筑波金紋草）は、ニシキゴロモを分類上の基本種とする変種。花冠は淡紅色、花冠筒部は長く8-10mmになり、上唇の長さは1mmと発達せず、半円形となり分裂しない。本州（岩手県南部以南の太平洋側）、四国、九州（大分県東部）に分布し、山地に生育する。
- ツクバキンモンソウ
福島県浜通り地方 2017年5月